# Europaspiele 2015/Teilnehmer (Armenien)
| Gelbes Symbol für Goldmedaillen mit stilisierten Olympischen Ringen | Graues Symbol für Silbermedaillen mit stilisierten Olympischen Ringen | Braundes Symbol für Bronzemedaillen mit stilisierten Olympischen Ringen |
| ------------------------------------------------------------------- | --------------------------------------------------------------------- | ----------------------------------------------------------------------- |
| —                                                                   | 1                                                                     | —                                                                       |

Armenien nahm in Baku an den Europaspielen 2015 teil. Vom Nationalen Olympischen Komitee Armeniens wurden 25 Athleten in sechs Sportarten nominiert.

## Boxen
| Athleten            | Wettbewerb                  | 1. Runde (32er) | 1. Runde (32er) | Achtelfinale     | Achtelfinale | Viertelfinale | Viertelfinale | Halbfinale | Halbfinale | Finale | Finale   | Rang |
| Athleten            | Wettbewerb                  | Gegner          | Ergebnis        | Gegner           | Ergebnis     | Gegner        | Ergebnis      | Gegner     | Ergebnis   | Gegner | Ergebnis | Rang |
| ------------------- | --------------------------- | --------------- | --------------- | ---------------- | ------------ | ------------- | ------------- | ---------- | ---------- | ------ | -------- | ---- |
| Männer              |                             |                 |                 |                  |              |               |               |            |            |        |          |      |
| Artjom Aleksanjan   | Leichtgewicht bis 49 kg     | –               | –               | David Alaverdian | 0:3          | –             | –             | –          | –          | –      | –        |      |
| Narek Abgarjan      | Fliegengewicht bis 52 kg    | –               | –               | Nándor Csóka     | 2:1          | Viliam Tankó  | 1:2           | –          | –          | –      | –        |      |
| Aram Awagjan        | Bantamgewicht bis 56 kg     | –               | –               | Stefan Iwanow    | 1:2          | –             | –             | –          | –          | –      | –        |      |
| Samwel Barseghjan   | Leichtgewicht bis 60 kg     | –               | –               | Elian Dimitrow   | 3:0          | –             | –             | –          | –          | –      | –        |      |
| Howhannes Batschkow | Halbweltergewicht bis 64 kg | –               | –               | Wiktor Petrow    | 0:3          | –             | –             | –          | –          | –      | –        |      |
| Nikol Harutjunow    | Halbschwergewicht bis 81 kg | Jordan Kuliński | 0:3             | –                | –            | –             | –             | –          | –          | –      | –        |      |

## Judo
| Athleten             | Wettbewerb       | 1. Runde | 1. Runde | 2. Runde      | 2. Runde  | Achtelfinale  | Achtelfinale | Viertelfinale      | Viertelfinale | Hoffnungsrunde Halbfinale | Hoffnungsrunde Halbfinale | Halbfinale | Halbfinale | Hoffnungsrunde Finale | Hoffnungsrunde Finale | Finale / Kampf um Bronze | Finale / Kampf um Bronze | Rang |
| Athleten             | Wettbewerb       | Gegner   | Ergebnis | Gegner        | Ergebnis  | Gegner        | Ergebnis     | Gegner             | Ergebnis      | Gegner                    | Ergebnis                  | Gegner     | Ergebnis   | Gegner                | Ergebnis              | Gegner                   | Ergebnis                 | Rang |
| -------------------- | ---------------- | -------- | -------- | ------------- | --------- | ------------- | ------------ | ------------------ | ------------- | ------------------------- | ------------------------- | ---------- | ---------- | --------------------- | --------------------- | ------------------------ | ------------------------ | ---- |
| Frauen               |                  |          |          |               |           |               |              |                    |               |                           |                           |            |            |                       |                       |                          |                          |      |
| Schanna Stankewitsch | Klasse bis 52 kg | –        | –        | Kelly Edwards | 0000-0011 | –             | –            | –                  | –             | –                         | –                         | –          | –          | –                     | –                     | –                        | –                        |      |
| Männer               |                  |          |          |               |           |               |              |                    |               |                           |                           |            |            |                       |                       |                          |                          |      |
| Howhannes Dawtjan    | Klasse bis 60 kg | –        | –        | –             | –         | Matjaž Trbovc | 0101-0001    | Francisco Garrigós | 0002-0001     | Ludovic Chammartin        | 0000-0113                 | –          | –          | –                     | –                     | –                        | –                        |      |
| Dawit Nikoghosjan    | Klasse bis 73 kg | –        | –        | Sagi Muki     | 000-100   | –             | –            | –                  | –             | –                         | –                         | –          | –          | –                     | –                     | –                        | –                        |      |

## Ringen
| Athleten                         | Wettbewerb        | 1. Runde               | 1. Runde | Achtelfinale              | Achtelfinale | Viertelfinale         | Viertelfinale | Halbfinale     | Halbfinale | Hoffnungsrunde Viertelfinale | Hoffnungsrunde Viertelfinale | Hoffnungsrunde Halbfinale | Hoffnungsrunde Halbfinale | Hoffnungsrunde Finale | Hoffnungsrunde Finale | Finale        | Finale   | Rang   |
| Athleten                         | Wettbewerb        | Gegner                 | Ergebnis | Gegner                    | Ergebnis     | Gegner                | Ergebnis      | Gegner         | Ergebnis   | Gegner                       | Ergebnis                     | Gegner                    | Ergebnis                  | Gegner                | Ergebnis              | Gegner        | Ergebnis | Rang   |
| -------------------------------- | ----------------- | ---------------------- | -------- | ------------------------- | ------------ | --------------------- | ------------- | -------------- | ---------- | ---------------------------- | ---------------------------- | ------------------------- | ------------------------- | --------------------- | --------------------- | ------------- | -------- | ------ |
| griechisch-römischer Stil Männer |                   |                        |          |                           |              |                       |               |                |            |                              |                              |                           |                           |                       |                       |               |          |        |
| Roman Amojan                     | Klasse bis 59 kg  | –                      | –        | João Carvalho             | 3:0          | Stepan Marjanjan      | 0:4           | –              | –          | –                            | –                            | Tobias Fonnesbek          | 3:0                       | Elman Muxtarov        | 1:4                   | –             | –        | 4      |
| Mihran Harutjunjan               | Klasse bis 66 kg  | Ismael Navarro Sánchez | 3:0      | Konstantin Stas           | 4:0          | Aleksandar Maksimović | 4:1           | Həsən Əliyev   | 3:1        | –                            | –                            | –                         | –                         | –                     | –                     | Artjom Surkow | 0:3      | Silber |
| Karapet Tschaljan                | Klasse bis 75 kg  | Mark Madsen            | 0:4      | –                         | –            | –                     | –             | –              | –          | –                            | –                            | –                         | –                         | –                     | –                     | –             | –        |        |
| Maksim Manukjan                  | Klasse bis 85 kg  | Artur Omarov           | 3:1      | Saman Tahmasebi           | 4:0          | Aleksandr Kazakevič   | 3:1           | Schan Belenjuk | 1:4        | –                            | –                            | –                         | –                         | Metehan Başar         | 3:0                   | –             | –        | 4      |
| Freistil Männer                  |                   |                        |          |                           |              |                       |               |                |            |                              |                              |                           |                           |                       |                       |               |          |        |
| Garik Barseghjan                 | Klasse bis 57 kg  | –                      | –        | Wladimir Dubow            | 3:0          | Yaşar Əliyev          | 1:3           | –              | –          | –                            | –                            | –                         | –                         | –                     | –                     | –             | –        |        |
| Wolodja Franguljan               | Klasse bis 61 kg  | –                      | –        | Hacı Əliyev               | 0:3          | –                     | –             | –              | –          | –                            | –                            | –                         | –                         | –                     | –                     | –             | –        |        |
| Dawit Safarjan                   | Klasse bis 65 kg  | Dejan Mitrov           | 3:1      | Borislaw Nowatschkow      | 1:3          | –                     | –             | –              | –          | –                            | –                            | –                         | –                         | –                     | –                     | –             | –        |        |
| Grigor Grigorjan                 | Klasse bis 74 kg  | –                      | –        | Kiril Tersiew             | 1:3          | –                     | –             | –              | –          | –                            | –                            | –                         | –                         | –                     | –                     | –             | –        |        |
| Mussa Murtasaliew                | Klasse bis 86 kg  | Ahmet Bilici           | 3:1      | Taimuraz Friev Naskidaeva | 3:1          | Sandro Aminaschwili   | 1:3           | –              | –          | –                            | –                            | –                         | –                         | –                     | –                     | –             | –        |        |
| Lewan Berianidse                 | Klasse bis 125 kg | –                      | –        | Chadschimurad Gazalow     | 3:1          | Aljaksej Schamarau    | 0:3           | –              | –          | –                            | –                            | Nick Matuhin              | 3:1                       | Geno Petriaschwili    | 0:3                   | –             | –        | 4      |

## Sambo
| Athleten          | Wettbewerb       | Achtelfinale | Achtelfinale | Viertelfinale        | Viertelfinale | Hoffnungsrunde Halbfinale | Hoffnungsrunde Halbfinale | Halbfinale         | Halbfinale | Hoffnungsrunde Finale | Hoffnungsrunde Finale | Finale / Kampf um Bronze | Finale / Kampf um Bronze | Rang |
| Athleten          | Wettbewerb       | Gegner       | Ergebnis     | Gegner               | Ergebnis      | Gegner                    | Ergebnis                  | Gegner             | Ergebnis   | Gegner                | Ergebnis              | Gegner                   | Ergebnis                 | Rang |
| ----------------- | ---------------- | ------------ | ------------ | -------------------- | ------------- | ------------------------- | ------------------------- | ------------------ | ---------- | --------------------- | --------------------- | ------------------------ | ------------------------ | ---- |
| Frauen            |                  |              |              |                      |               |                           |                           |                    |            |                       |                       |                          |                          |      |
| Sosse Balassanjan | Klasse bis 52 kg | –            | –            | Anna Charitonowa     | 0:4           | –                         | –                         | –                  | –          | –                     | –                     | Magdalena Warbanowa      | 0:2                      | 4    |
| Männer            |                  |              |              |                      |               |                           |                           |                    |            |                       |                       |                          |                          |      |
| Tigran Kirakosjan | Klasse bis 57 kg | –            | –            | Aimergen Atkunow     | 0:4           | –                         | –                         | –                  | –          | –                     | –                     | Uladsislau Burds         | 1:3                      | 4    |
| Aschot Danieljan  | Klasse bis 90 kg | –            | –            | Valeri Meleaschevici | 4:0           | –                         | –                         | Andrej Kasussjonak | 1:3        | –                     | –                     | Radvilas Matukas         | 0:2                      | 4    |

## Schießen
| Athleten          | Klasse  | Wettbewerb                           | Qualifikation   | Qualifikation | Halbfinale      | Halbfinale | Finale          | Finale |
| Athleten          | Klasse  | Wettbewerb                           | Ringe/ Scheiben | Rang          | Ringe/ Scheiben | Rang       | Ringe/ Scheiben | Rang   |
| ----------------- | ------- | ------------------------------------ | --------------- | ------------- | --------------- | ---------- | --------------- | ------ |
| Männer            |         |                                      |                 |               |                 |            |                 |        |
| Norajr Arakeljan  | Pistole | Freie Pistole 50 m                   | 535             | 28            | –               | –          | –               |        |
| Hratschik Babajan | Gewehr  | Luftgewehr 10 m                      | 629,3           | 1             | –               | –          | 143,3           | 5      |
| Hratschik Babajan | Gewehr  | Kleinkaliber Dreistellungskampf 50 m | 1131            | 29            | –               | –          | –               |        |

## Taekwondo
| Athleten       | Wettbewerb       | Achtelfinale | Achtelfinale | Viertelfinale | Viertelfinale | Hoffnungsrunde Halbfinale | Hoffnungsrunde Halbfinale | Halbfinale | Halbfinale | Hoffnungsrunde Finale / Bronzekampf | Hoffnungsrunde Finale / Bronzekampf | Finale | Finale   | Rang |
| Athleten       | Wettbewerb       | Gegner       | Ergebnis     | Gegner        | Ergebnis      | Gegner                    | Ergebnis                  | Gegner     | Ergebnis   | Gegner                              | Ergebnis                            | Gegner | Ergebnis | Rang |
| -------------- | ---------------- | ------------ | ------------ | ------------- | ------------- | ------------------------- | ------------------------- | ---------- | ---------- | ----------------------------------- | ----------------------------------- | ------ | -------- | ---- |
| Männer         |                  |              |              |               |               |                           |                           |            |            |                                     |                                     |        |          |      |
| Arman Jeremjan | Klasse bis 80 kg | Yunus Sarı   | 4:2          | Albert Gaun   | 2:5           | Richard Ordemann          | 4:8                       | –          | –          | –                                   | –                                   | –      | –        |      |